# Reşat Nuri Güntekin
Resat Nuri Güntekin fue un novelista y dramaturgo turco del periodo republicano de dicho país, nacido en Estambul en 1889 y fallecido en Londres el 7 de diciembre de 1956. En su novela El reyezuelo (1922) trata el tema del destino de una joven profesora turca en Anatolia. Su narrativa es de un estilo minucioso, preciso y de tono realista.

## Obras

### Cuento
- Recm, Gençlik ve Güzellik (1919)
- Roçild Bey (1919)
- Eski Ahbab (Sin fecha conocida)
- Tanrı Misafiri (1927)
- Sönmüş Yıldızlar (1928)
- Leylâ ile Mecnun (1928)
- Olağan İşler (1930)

### Novela
- Çalıkuşu (1922)
- Gizli El (1924)
- Damga (1924)
- Dudaktan Kalbe (1924)
- Akşam Güneşi (1926)
- Bir Kadın Düşmanı (1927)
- Yeşil Gece (1928)
- Acımak (1928)
- Yaprak Dökümü (1939)
- Değirmen (1944)
- Kızılcık Dağları (1944)
- Miskinler Tekkesi (1946)
- Harabelerin Çiçeği (1953)
- Kavak Yelleri (1961)
- Son Sığınak (1961)
- Kan Davası (1962)
- Ateş Gecesi (1953)

### Teatro
- Hançer (1920)
- Eski Rüya (1922)
- Ümidin Güneşi (1924)
- Gazeteci Düşmanı, Şemsiye Hırsızı, İhtiyar Serseri (1925, tres obras)
- Taş Parçası (1926)
- Bir Köy Hocası (1928)
- İstiklâl (1933)
- Hülleci (1933)
- Yaprak Dökümü (1971)
- Eski Şarkı(1971)
- Balıkesir Muhasebecisi (1971)
- Tanrıdağı Ziyafeti (1971)

- Datos: Q379595
- Multimedia: Reşat Nuri Güntekin / Q379595